# Knack Roeselare
Knack Roeselare ist ein belgischer Volleyball-Verein, der in der ersten belgischen Liga und in der Champions League spielt.

## Geschichte
Roeselare wurde 1989 zum ersten Mal belgischer Meister und Pokalsieger. Den nationalen Pokal verteidigte die Mannschaft im nächsten Jahr erfolgreich und 1994 gewann sie ihn zum dritten Mal. In den Jahren 2000, 2005 und 2006 gelangen Roeselare drei weitere Doubles sowie 2007 der dritte Meistertitel in Folge. 2010 wurde der Verein wieder Meister und 2011 Pokalsieger. Von 2013 bis 2017 gewann Roeselare fünf Meisterschaften in Folge; hinzu kamen die Pokalsiege 2013, 2016 und 2017.
Seit der Saison 2000/01 ist Roeselare jedes Jahr im Europapokal vertreten. Meistens spielte der Verein in der Champions League. In der Saison 2001/02 gewann Roeselare den Top Teams Cup im Finale gegen den portugiesischen Verein SC Espinho. 2011/12 spielte die Mannschaft im CEV-Pokal.